# 1990 na rádio
Nesta página encontrará referências aos acontecimentos directamente relacionados com a rádio ocorridos durante o ano de 1990.

## Eventos
10 de fevereiro — Vai ao ar pela primeira vez a Rádio Educadora, em Frei Paulo, no estado de Sergipe, iniciando suas transmissões com foco em informação, cultura e música para a região.

## Nascimentos
| Data | Nome | Profissão | Nacionalidade | Observações | Ref |
| ---- | ---- | --------- | ------------- | ----------- | --- |

## Mortes
| Data        | Nome     | Profissão                                      | Nacionalidade | Observações | Ref |
| ----------- | -------- | ---------------------------------------------- | ------------- | ----------- | --- |
| 18 de março | Zacarias | ator, comediante, humorista e locutor de rádio | Brasil        | n. 1934     |     |